# Tipsligan 2012
Tipsligan 2012 vanns av HJK Helsingfors från Helsingfors med sex poängs försprång till tvåan FC Inter. Titeln var HJK:s fjärde i följd och 25:e totalt. Enda nykomling i ligan var FC Lahti som ersatte 2011 års jumbo RoPS. Precis som föregående säsong omfattade serien tolv lag, vilka spelade tre gånger mot varandra.

## Tabell
| Nr | Lag                        | S  | V  | O  | F  | GM | IM | MS  | P  |
| -- | -------------------------- | -- | -- | -- | -- | -- | -- | --- | -- |
| 1  | HJK Helsingfors            | 33 | 19 | 7  | 7  | 63 | 33 | +30 | 64 |
| 2  | Inter Åbo                  | 33 | 17 | 7  | 9  | 57 | 42 | +15 | 58 |
| 3  | Turun Palloseura           | 33 | 16 | 6  | 11 | 55 | 33 | +22 | 54 |
| 4  | IFK Mariehamn              | 33 | 13 | 12 | 8  | 50 | 33 | +17 | 51 |
| 5  | Lahti                      | 33 | 16 | 2  | 15 | 45 | 49 | −4  | 50 |
| 6  | Myllykosken Pallo          | 33 | 13 | 10 | 10 | 39 | 33 | +6  | 49 |
| 7  | Honka                      | 33 | 12 | 7  | 14 | 37 | 38 | −1  | 43 |
| 8  | Vaasan Palloseura          | 33 | 12 | 7  | 14 | 36 | 38 | −2  | 43 |
| 9  | Jyväskylän Jalkapalloklubi | 33 | 12 | 4  | 17 | 54 | 65 | −11 | 40 |
| 10 | Kuopion Palloseura         | 33 | 10 | 6  | 17 | 39 | 53 | −14 | 36 |
| 11 | Jaro                       | 33 | 8  | 9  | 16 | 28 | 51 | −23 | 33 |
| 12 | Haka                       | 33 | 9  | 5  | 19 | 32 | 57 | −25 | 32 |

## Spelplatser
Fotbollsföreningarnas hemmaplaner för säsongen 2012:
| Namn                             | Hemmalag         | Publikkapacitet |
| -------------------------------- | ---------------- | --------------- |
| Tölö fotbollsstadion Helsingfors | HJK              | 10 770          |
| Veritas Stadion Åbo              | TPS och FC Inter | 9 372           |
| Lahtis stadion Lahtis            | FC Lahtis        | 7 465           |
| Jakobstads centralplan           | FF Jaro          | 5 000           |
| Kuopio centralplan               | KuPS             | 4 700           |
| Sandvikens fotbollsstadion Vasa  | VPS              | 4 600           |
| Hagalunds idrottspark Esbo       | FC Honka         | 4 500           |
| Saviniemen jalkapallostadion     | MyPa             | 4 167           |
| Harju stadion Jyväskylä          | JJK              | 4 000           |
| Tehtaan kenttä Valkeakoski       | FC Haka          | 3 544           |
| Wiklöf Holding Arena Mariehamn   | IFK Mariehamn    | 1 635           |

## Statistik

### Skytteliga
17 mål:
- Irakli Sirbiladze (FC Inter)

16 mål:
- / Aleksei Kangaskolkka (IFK Mariehamn)

15 mål:
- Steven Morrissey (VPS)

14 mål:
- Pekka Sihvola (MyPa)

Tolv mål:
- Tamás Gruborovics (JJK)
- Mika Ojala (FC Inter)
- Demba Savage (HJK)

Elva mål:
- Joel Pohjanpalo (HJK)
- Aleksi Ristola (TPS)

Tio mål:
- Mikko Innanen (JJK)
- Juho Mäkelä (HJK)
- / Babatunde Wusu (JJK)
- Tim Väyrynen (FC Honka)

### Publikliga
| Förening           | Matcher | Total publik | Publiksnitt |
| ------------------ | ------- | ------------ | ----------- |
| HJK, Helsingfors   | 17      | 63 882       | 3 757       |
| TPS, Åbo           | 17      | 51 733       | 3 043       |
| JJK, Jyväskylä     | 17      | 43 619       | 2 565       |
| Inter, Åbo         | 17      | 39 645       | 2 332       |
| VPS, Vasa          | 16      | 36 208       | 2 263       |
| Honka, Esbo        | 17      | 27 791       | 1 634       |
| KuPS, Kuopio       | 17      | 26 777       | 1 575       |
| Jaro, Jakobstad    | 16      | 23 874       | 1 492       |
| Lahtis, Lahtis     | 16      | 23 539       | 1 471       |
| Haka, Valkeakoski  | 16      | 22 276       | 1 392       |
| MyPa, Anjalankoski | 16      | 21 986       | 1 374       |
| IFK Mariehamn      | 16      | 21 913       | 1 369       |
| Totalt             | 198     | 403 243      | 2 036       |